# Henrik Otto von Albedyl
Henrik Otto von Albedyl, född 1666, död 1738, var en svensk friherre och militär.

## Biografi
Albedyl tillhörde en gammal balttysk adelsätt. Han blev musketerare vid Rosens regemente i kejserlig tjänst 1683, trädde som fänrik i svensk tjänst vid Österbottens regemente 1685, blev löjtnant vid Mauritz Vellingks regemente 1687 och kapten där 1689. Samma år gick han i Vilhelm av Oraniens tjänst och deltog i flandriska fälttågen. År 1691 blev han major vid Vilhelm av Sachsen-Gothas regemente och deltog med detta i de allierades fälttåg vid Rhen. Albedyl blev 1694 överste vid Brandenburg-Kulmbachs regemente i republiken Venedigs tjänst och bevistade under fältmarskalk Adam Heinrich von Steinaus befäl de italienska fälttågen under de följande åren. Han gick med regementet i sachsisk tjänst 1696 och arresterades i Dresden i juni 1700 efter stora nordiska krigets utbrott sedan han vägrat att delta i kriget mot Sverige. Samtidigt dömdes han i Sverige från liv, ära och gods för att ha underlåtit sig att lyda påbudet om inställelse i svensk tjänst. Detta glömdes dock snart bort, och efter att ha blivit generalmajor och erhållit avsked ur sachsisk tjänst i mars 1702, inställde Albedyl sig vid den svenska armén i Warszawa 22 maj 1702 och följde den under det följande fälttåget där han bland annat deltog i slaget vid Kliszów. Albedyl permitterades till Riga i oktober samma år och begav sig därifrån till Hannover våren 1704. 9 november 1707 blev han överste i svensk tjänst och chef för Första dragonregementet, ett värvat regementet uppsatt av Henrik Vilhelm von Görtz. Han deltog med detta i fälttåget mot Ryssland 1707–1709 men blev fången vid Raschovka 16 februari 1709. Efter att ha frigivits ur rysk fångenskap 18 januari 1712 råkade Albedyl vid Stralsund i dansk fångenskap. Han blev generalmajor av kavalleriet 15 november 1712, generalmajor av infanteriet och chef för Jönköpings regemente 1714. 1716 frigavs han ur dansk fångenskap mot borgen, blev generallöjtnant av infanteriet och deltog i 1718 års norska fälttåg, under vilket han erhöll befälet över den så kallade värmländska kåren. 26 augusti 1719 utnämndes han till guvernör i Riga, trots att staden sedan länge var besatt av ryssarna. Han upphöjdes till friherrligt stånd 2 mars 1720, erhöll avsked ur svensk tjänst 1724 och blev 1725 överkommendant i Hamburg.